# 117 v. Chr.
Portal Geschichte | Portal Biografien | Aktuelle Ereignisse | Jahreskalender | Tagesartikel

◄ |
3. Jahrhundert v. Chr. |
2. Jahrhundert v. Chr. |
1. Jahrhundert v. Chr. |
►

◄ | 130er v. Chr. | 120er v. Chr. | 110er v. Chr. | 100er v. Chr. |
90er v. Chr. |
►

◄◄ | ◄ | 120 v. Chr. | 119 v. Chr. | 118 v. Chr. | 117 v. Chr. |
116 v. Chr. |
115 v. Chr. |
114 v. Chr. |
► |
►►
Staatsoberhäupter

## Ereignisse
- Durch die Ermordung von Hiempsal I. verbleiben in Numidien die zwei Könige Adherbal und Jugurtha.

## Geboren
- Lucius Licinius Lucullus, römischer Senator und Feldherr († 56 v. Chr.)

## Gestorben
- Hiempsal I., nubischer König
- Huo Qubing, chinesischer Heerführer
- Sima Xiangru, chinesischer Beamter und Dichter (* 179 v. Chr.)